# Alejandro Kusanovic
Alejandro Juan Kusanovic Glusevic (Punta Arenas, 16 de diciembre de 1960) es un ingeniero civil mecánico y político chileno. Desde el 11 de marzo de 2022 se desempeña como senador por la 15° circunscripción, por la Región de Magallanes y de la Antártica Chilena. 
Fue consejero regional de Magallanes en dos periodos (2013-2017 y 2017-2021) y presidente del mismo entre septiembre de 2019 y noviembre de 2020.

## Biografía

### Vida personal y estudios
Es hijo de Javier Américo Domingo Kusanovic Mihovilovic y Rosa Catalina Glusevic Dragnic.
Culminó su Enseñanza Media en el Liceo San José de Punta Arenas el año 1977. Se desempeñó como gerente general de la Transbordadora Austral Broom (Tabsa) hasta la mitad del año 2021. Estuvo en esa empresa por más de 30 años.

### Trayectoria política
Comenzó su carrera política al ser elegido como consejero regional de Magallanes en dos periodos (2013-2017 y 2017-2021). Obtuvo la votación (3591) más alta en 2017 y desde septiembre de 2019 y hasta noviembre de 2020 fue presidente de esta instancia.
Hasta agosto de 2021 fue presidente regional de la Confederación de la Producción y del Comercio (CPC).
En 2015 fue parte del Comité Consultivo de la Vicerrectoría de Vinculación con el Medio de la Universidad de Magallanes.
En las elecciones del 21 de noviembre de 2021 fue electo senador por la 15a Circunscripción, Región de Magallanes, periodo 2022-2030, como independiente por Renovación Nacional y dentro del pacto Chile Podemos Más. Obtuvo 9287 votos, equivalentes al 14,28% del total de los sufragios válidamente emitidos. En diciembre de 2023 se sumó al Movimiento Libertad, un grupo de derecha encabezado por el senador Rojo Edwards.

## Historial electoral

### Elecciones parlamentarias de 2021
- Elecciones parlamentarias de 2021, candidato a senador por la 15° Circunscripción, Región de Magallanes y de la Antártica Chilena.[2]

| Candidato                    | Pacto                          | Partido | Votos  | %     | Resultado |
| ---------------------------- | ------------------------------ | ------- | ------ | ----- | --------- |
| Karim Bianchi Retamales      | Independiente (Fuera de pacto) | IND     | 31 144 | 47.96 | Senador   |
| Alejandro Kusanovic Glusevic | Chile Podemos Más              | IND-RN  | 9282   | 14.27 | Senador   |
| Luz Bermúdez Sandoval        | Apruebo Dignidad               | CS      | 5826   | 8.97  |           |
| Juan José Arcos Srdanovic    | Chile Podemos Más              | PRI     | 5298   | 8.16  |           |
| Sandra Amar Mancilla         | Chile Podemos Más              | IND-UDI | 4057   | 6.25  |           |
| Julio Contreras Muñoz        | Apruebo Dignidad               | IND-CS  | 2296   | 3.54  |           |